# Orto botanico dell'Università Vytautas Magnus
L'orto botanico dell'Università Vytautas Magnus (in lituano: Vytauto Didžiojo universiteto Botanikos sodas) è un orto botanico di 62,5 ettari amministrato dall'Università Vytautas Magnus, nella città di Kaunas, in Lituania. Questo giardino botanico è membro del Botanic Gardens Conservation International e il suo codice di identificazione internazionale è KAUN.

## Storia
L'orto botanico di Kaunas fu fondato nel 1923 come centro per le scienze botaniche dell'università. In qualità di botanico estremamente esperto, riconosciuto a livello mondiale, fu chiamato il professor Constantin Andreas von Regel a guidare il progetto di realizzazione dell'orto botanico.

## Collezioni
Il giardino si estende per una superficie di 62,5 ettari, con circa 800 metri quadri di serre, zone di conservazione e cura delle piante, oltre che aree per la crescita sperimentale. Ci sono negozi con fiori, piante e alberi in vendita per il pubblico. Nel giardino sono rappresentate 14.000 specie. All'interno degli spazi del giardino si possono trovare molte aree da visitare: giardini di rose, lillà, fiori perenni, dalile, piante alpine, e altre specie; arboreti di diverse varietà.

## Gallerie d'immagini

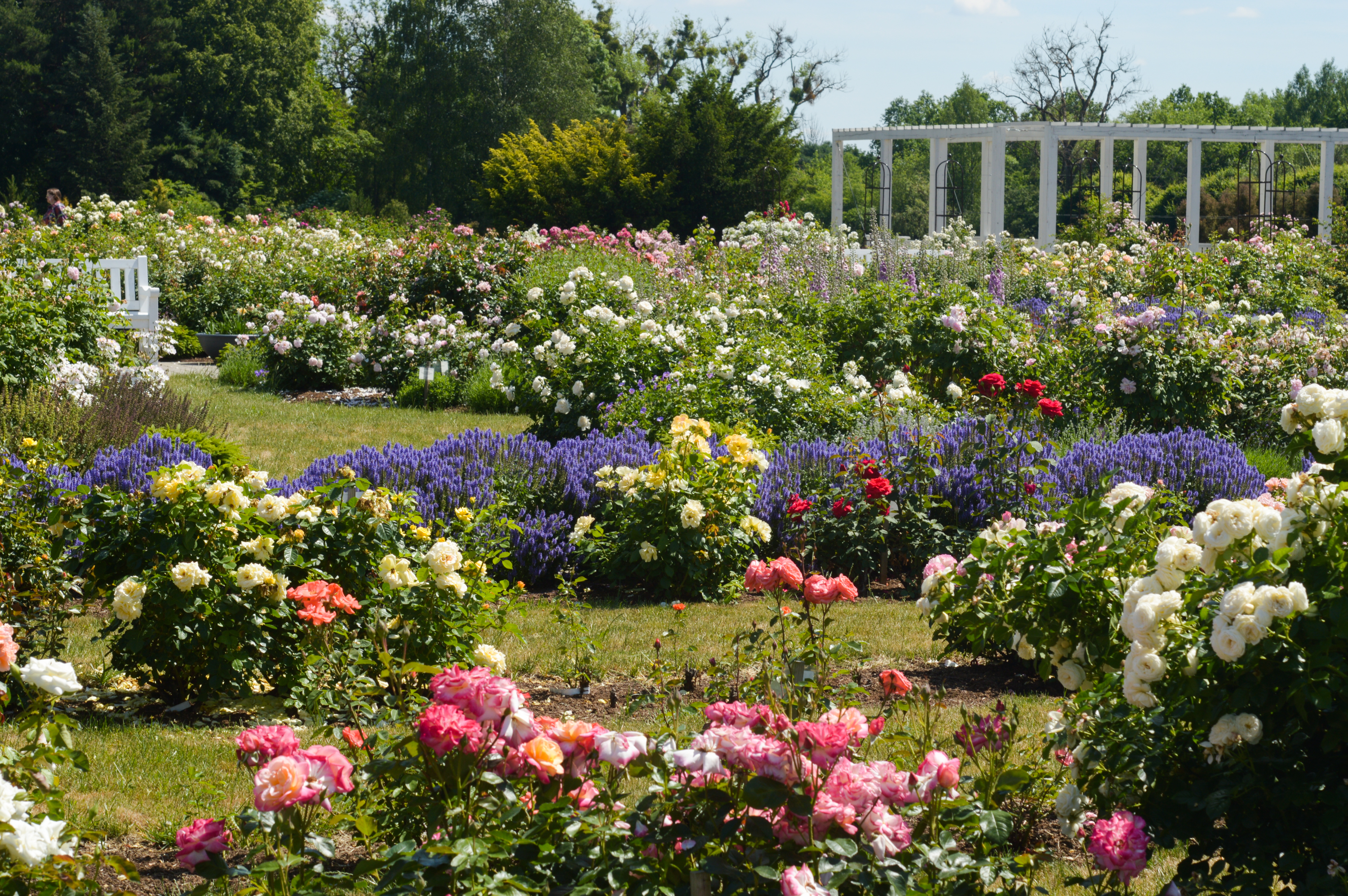
Il roseto
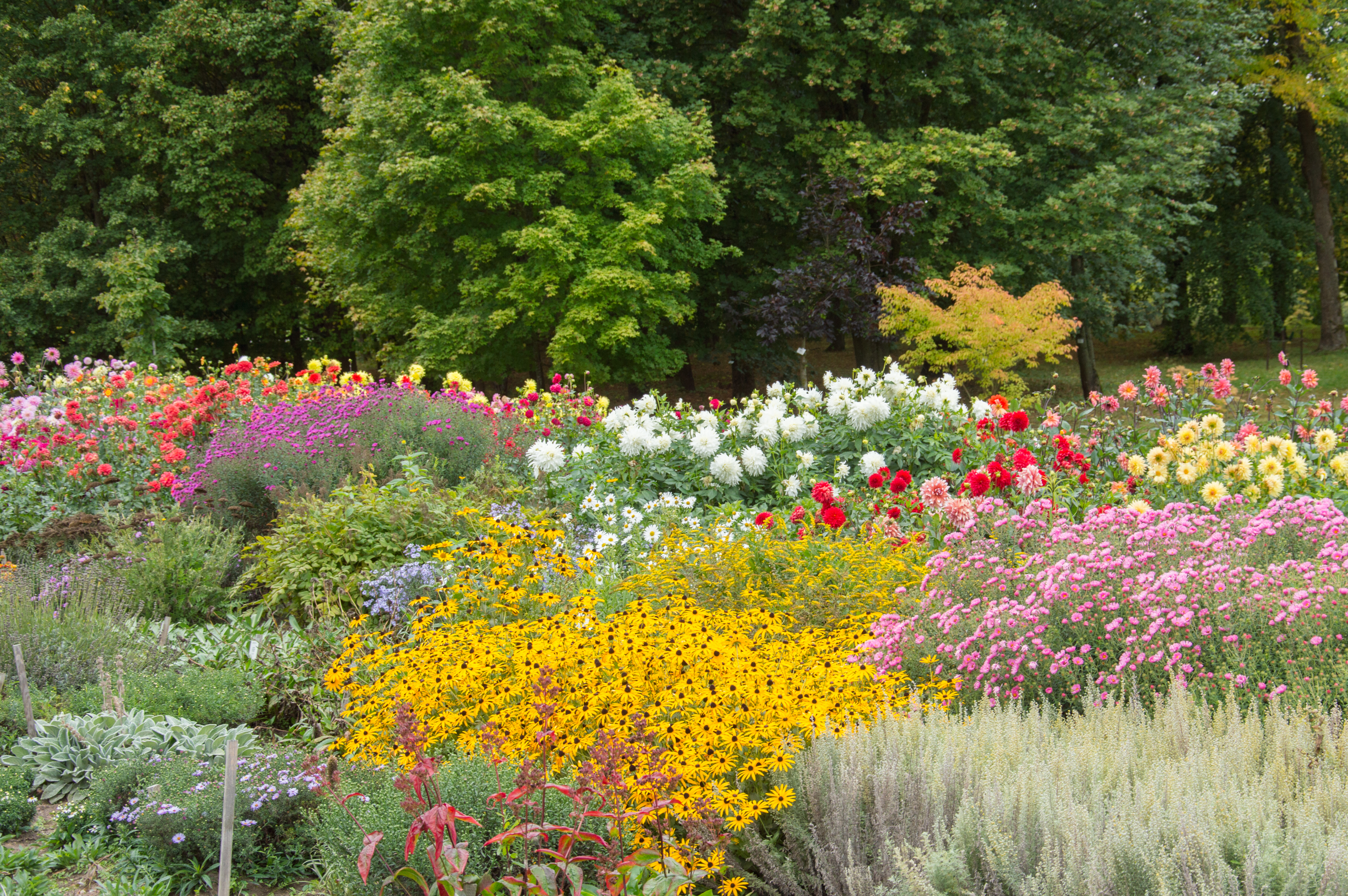
Le piante ornamentali
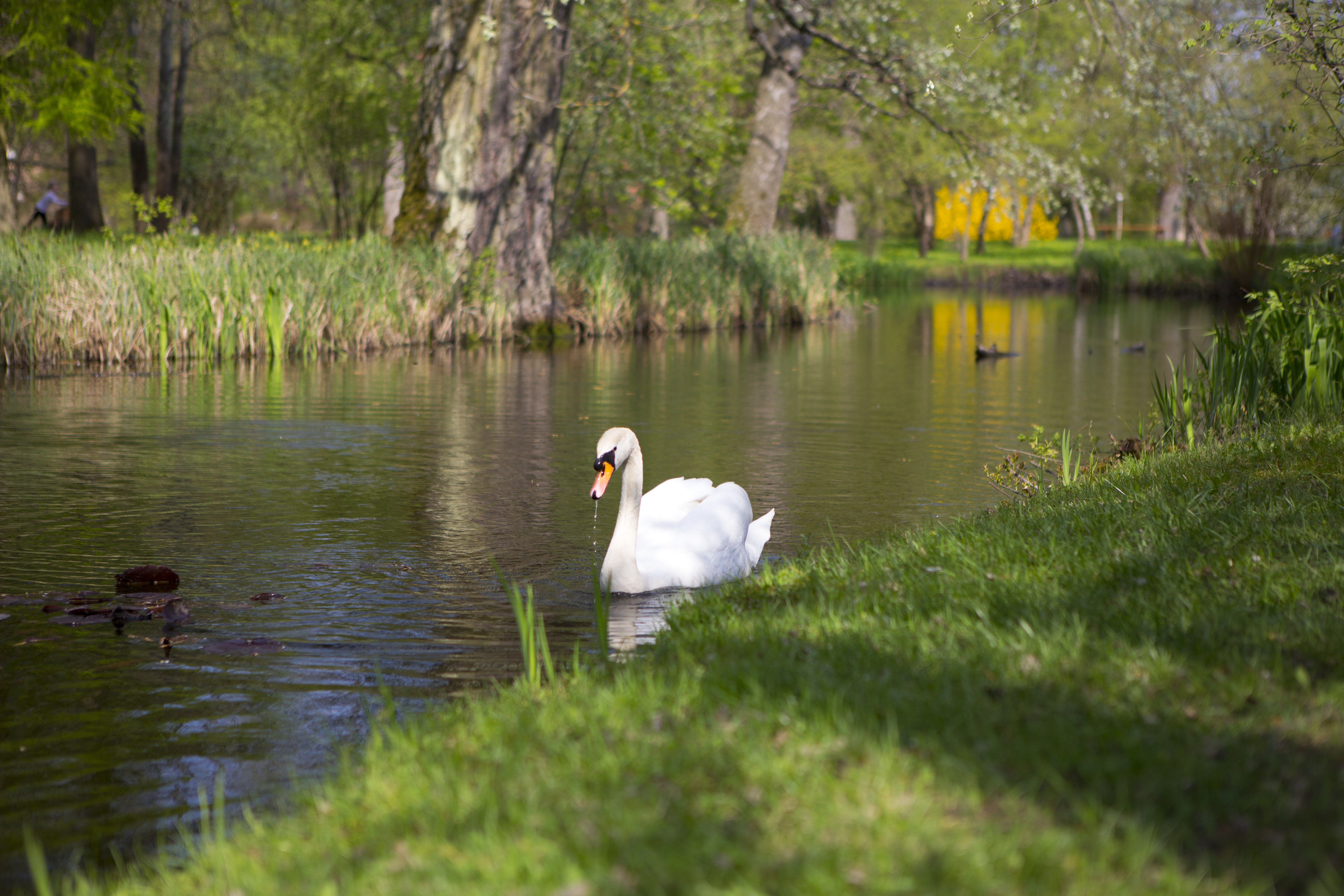
Un lago di acqua stagnante in orto botanico
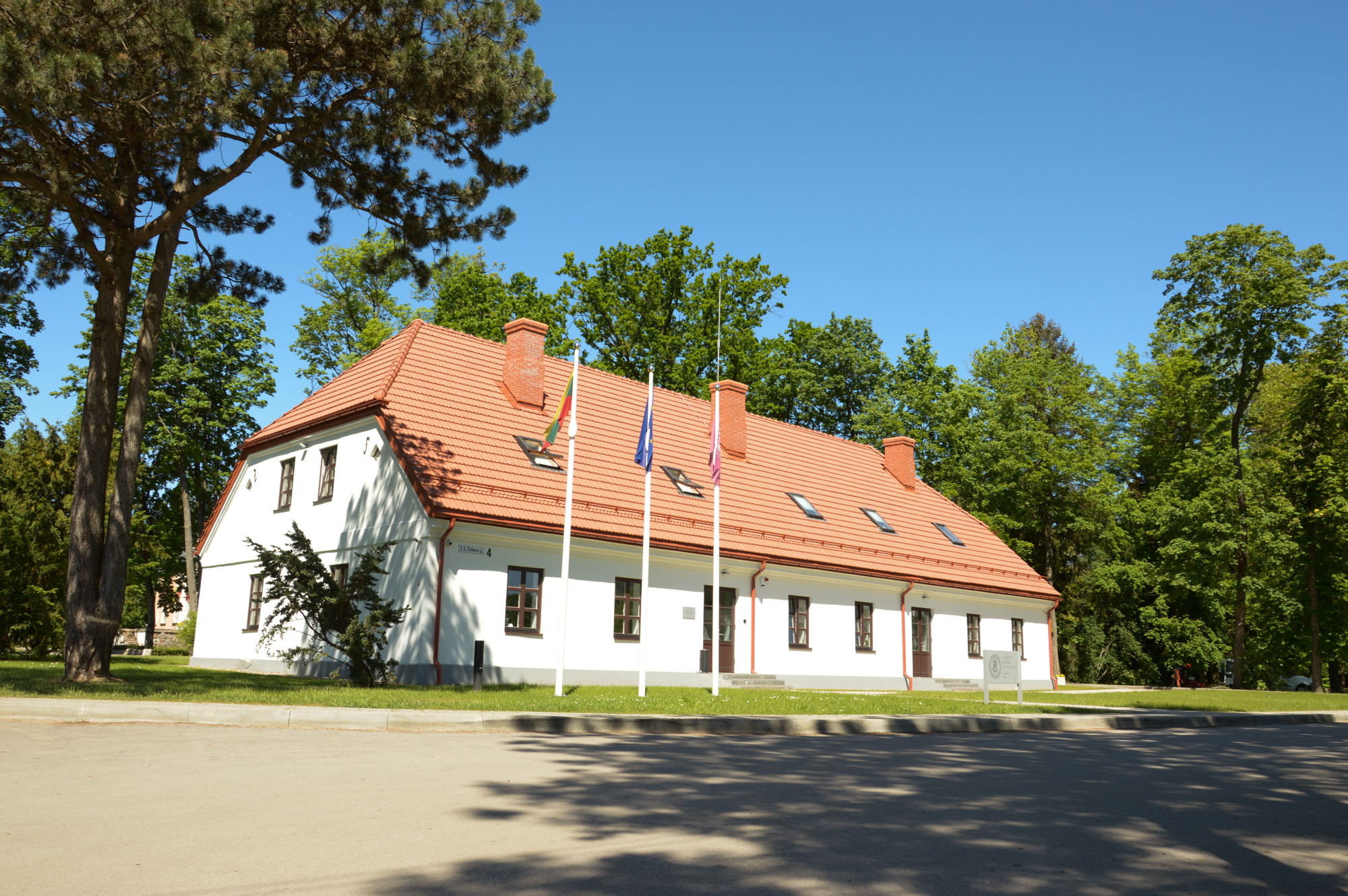
Edificio amministrativo